# 林孔 (新墨西哥州)
林孔（英語：Rincon）是位於美國新墨西哥州唐娜安娜縣的普查規定居民點。

## 人口
根據2020年美國人口普查的數據，林孔的面積為2.73平方千米，皆為陸地。當地共有人口273人，而人口密度為每平方千米100人。